# Aladdin (skuespil)
|  | Denne artikel omhandler skuespillet Aladdin. For andre betydninger af Aladdin, se Aladdin (flertydig) |
Aladdin, eller Den forunderlige Lampe er et lystspil skrevet af Adam Oehlenschläger med udgangspunkt i historien om Aladdin i 1001 nats eventyr.
Lystspillet er trykt i Poetiske Skrifter, bind 2 fra 1805 og var oprindeligt beregnet på at blive læst, ikke opført, altså et såkaldt læsestykke, men er alligevel blevet opført bl.a. på Det Kongelige Teater.
Desuden er stykket blevet filmatiseret to gange til tv. Første gang i 1952 med Henning Moritzen som Aladdin, Elith Pio som troldmanden Noureddin og Helle Virkner som sultanens datter Gulnare. Anden gang som miniserie (tre afsnit) i 1975-1976 med Nis Bank-Mikkelsen som Aladdin, Olaf Ussing som Nureddin og Birthe Neumann som Gulnare. Begge gange af DR.
Aladdin, eller Den forunderlige Lampe regnes for et af forfatterens hovedværker og indgår i Kulturministeriets kulturkanon.

## Eksterne links
- Aladdin, eller Den forunderlige Lampe på Arkiv for Dansk Litteratur Arkiveret 23. august 2007 hos  Wayback Machine
- Omtale af Aladdin, eller Den forunderlige Lampe på Kulturkanonen Arkiveret 5. december 2010 hos  Wayback Machine

| Kunst og kultur | Spire Denne artikel om scenekunst og teater er en spire som bør udbygges. Du er velkommen til at hjælpe Wikipedia ved at udvide den. |